# Deparia boryana
Deparia boryana là một loài thực vật có mạch trong họ Woodsiaceae. Loài này được (Willd.) M. Kato miêu tả khoa học đầu tiên năm 1977.